# Ærkeenglen Rafael
|  | For anden brug af navnet Rafael, se Rafael. |
Raphael (hebraisk: רְפָאֵל, ‘Gud helbreder’), oldgræsk: Ραφαήλ, arabisk: رفائيل) er en ærkeengel, der efter traditionen i de fleste Abrahamitiske religioner er ansvarlig for helbredelse. Ikke alle udgaver af disse religioner anser Raphael for at være kanonisk.

## I Jødedommen
Englene nævnt i Toraen, de ældre bøger i den hebraiske bibel, er uden navne. Det antages, at navnene på de enkelte engle blev ført ind i traditionen af jøder fra Babylon.
Ifølge den babylonske Talmud er Raphael en af de tre engle, der viste sig for Abraham egelunden ved Memre nær Hebron (Gen. xviii; Bava Metzia 86b). Ærkeenglen Michael gik i midten med Ærkeenglen Gabriel på sin højre side og Raphael på venstre (Yoma 37a). Alle tre havde en opgave: Gabriel skulle ødelægge Sodoma, Michael skulle fortælle Sarah, at hun skulle føde Isak og Raphael skulle helbrede Abraham for følgerne af Abrahams omskærelse og redde Lot.

## I Kristendommen
I kristendommen er Raphael forbundet med en engel nævnt i Johannesevangeliet, der bringer vandet i den helbredende Betesda Dam i oprør. Raphael er nævnt i Tobits Bog, der af bl.a. katolikker og ortodokse er accepteret som kanonisk. 

## I Islam
I Islam er Raphael den fjerde af de betydningsfulde engle og er i muslimsk tradition kaldet Isrāfīl. Han er ikke nævnt i Koranen, men hadith identificerer Israfil med englen omtalt i Quran 6:73.